# Trioza-fosfat izomeraza
Trioza-fosfat izomeraza ali triozafosfat-izomeraza (TPI ali TIM) je encim (ES 5.3.1.1), ki katalizira reverzibilno (povratno) medsebojno pretvorbo izomerov dihidroksiacetonosfata in D-gliceraldehid-3-fosfata. 
| Dihidroksiacetonosfat | trioza-fosfat izomeraza | trioza-fosfat izomeraza | D--gliceraldehid-3-fosfat |
|                       |                         |                         |                           |
|                       |                         |                         |                           |
|                       |                         |                         |                           |
|                       |                         |                         |                           |
|                       |                         |                         |                           |
|                       | trioza-fosfat izomeraza |                         |                           |

Spojina C00111 v KEGG Pathway Database.Encim 5.3.1.1 v KEGG Pathway Database.Spojina C00118 v KEGG Pathway Database.
TPI sodeluje pri glikolizi in je bistvenega pomena za učinkovito proizvodnjo energije. Ta encim je prisoten v skoraj vseh organizmih, vključno z živalmi, kot so sesalci in žuželke, pa tudi glivami, rastlinami in bakterijami. Bakterije, ki ne izvajajo glikolize, na primer družina Mycoplasmataceae, nimajo TPI. 
Pri ljudeh je pomanjkanje trioza-fosfat izomeraze progresivna in huda nevrološka motnja. Zanj je značilna kronična hemolitična anemija. Obstaja veliko mutacij, ki lahko povzročijo to bolezen. Večina jih vključuje mutacijo glutaminske kisline na položaju 104 v asparaginsko kislino.
Trioza-fosfat izomeraza je učinkovit encim, ki reakcijo pospeši milijarde krat v primerjavi z nekatalizirano reakcijo. Ta reakcija je učinkovita, če jo imenujemo kinetično popolna. Omejena je le s hitrostjo difuzije substrata v in iz aktivnega mesta encima.